# リサジュー軌道

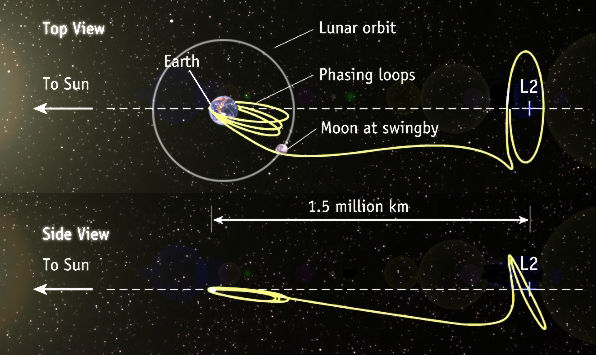
L_{2}の周りのリサジュー軌道

リサジュー軌道（リサジューきどう、Lissajous orbit）は、軌道力学において、物体が推進力なしで三体のラグランジュ点の回りを周回することのできる擬軌道である。二体の秤動点の周りのリアプノフ軌道が、二体のなす平面に完全に含まれるのに対し、リサジュー軌道はそれに垂直な平面に含まれる成分を持ち、リサジュー図形を描く。リサジュー軌道は一般に非周期的であるが、特に周期的なものをハロー軌道という。
実際には、ラグランジュ点L1、L2、L3の全ての軌道は動的に不安定であり、つまり平衡から少しでもずれると、指数関数的にずれが拡大する。結果として、秤動点に入った宇宙船は、自身の推進力を使って軌道を維持する必要がある。ラグランジュ点L4とL5の周りの軌道は理論的には動的に安定で、平衡が若干摂動している時でさえも、宇宙船は推進力なしでラグランジュ点の近辺に留まることができる。しかし地球-月系の場合、月の軌道離心率の効果と太陽の摂動の効果によりこれらのラグランジュ点も不安定になる。

## 観測への利用
リサジュー軌道を用いて、これまでいくつかのミッションが行われた。ACEは太陽と地球のL1ラグランジュ点、WMAPは太陽と地球のL2ラグランジュ点を利用し、またラグランジュ点L1でジェネシスは太陽風粒子の収集、SOHOは太陽の観測を行う。2009年5月14日、欧州宇宙機関はハーシェル宇宙望遠鏡とプランクをL2ラグランジュ軌道に打ち上げた。欧州宇宙機関の将来のガイア計画もラグランジュ点L2で行われる。
アーサー・C・クラークとスティーヴン・バクスターの小説『太陽の盾』では、太陽の致死性の太陽嵐から地球を守る為に、巨大な盾が地球と月のリサジュー軌道上に建設される。